# Risentimento (romanzo)
Risentimento è un romanzo di Peter Härtling che narra una difficile relazione tra padre e figlio. L'azione si svolge negli anni 1938-1945 a Hartmannsdorf vicino a Dresda, poi a Brno, Olomouc e Zwettl, i luoghi dell'infanzia e della prima adolescenza dell'autore.

## Trama

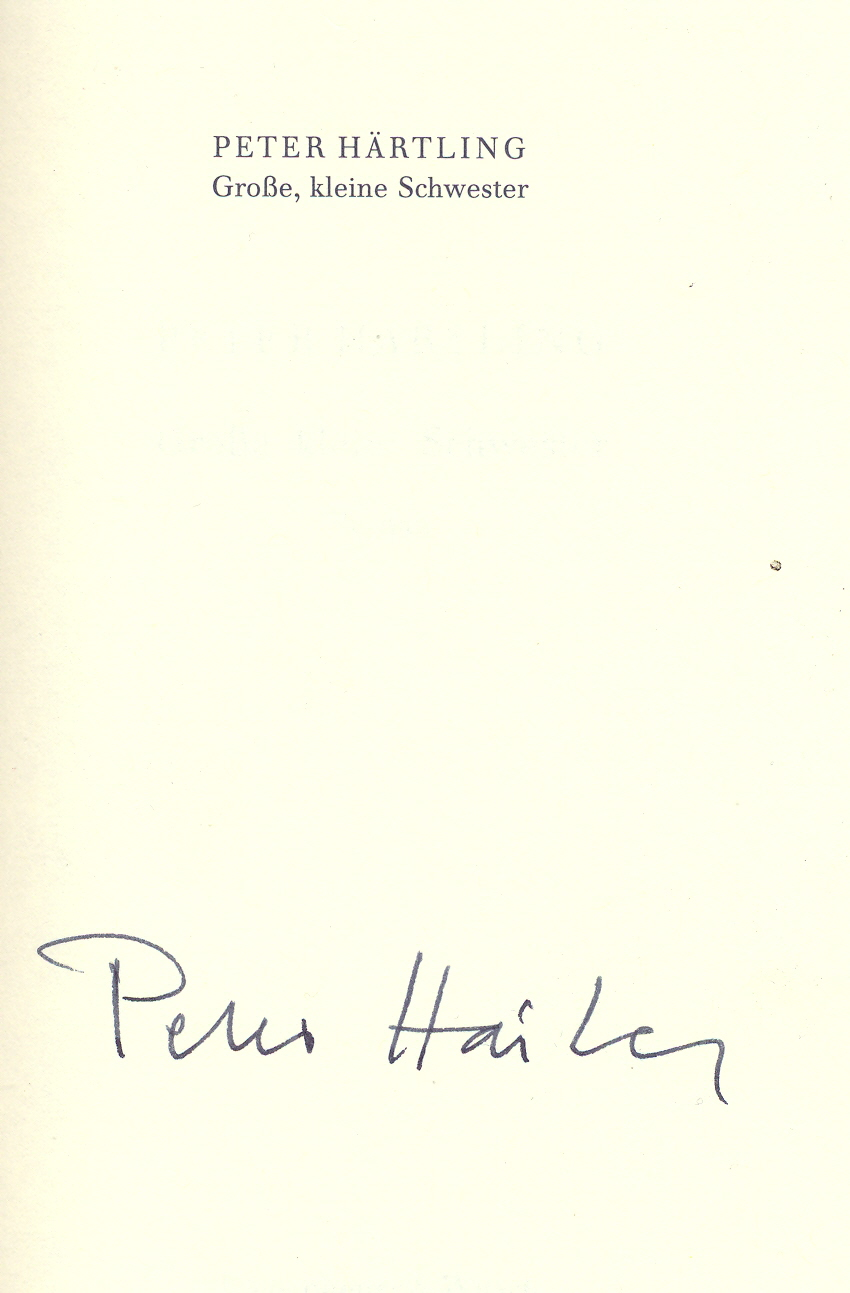
Firma autografa dell'autore

### Il flusso continuo dei ricordi
La storia è raccontata in prima persona da Härtling che si rivolge al padre Rudolf, morto quando lo scrittore aveva tredici anni. La narrazione è un flusso continuo di ricordi, che seguono la linea del tempo che scandisce gli avvenimenti storico-familiari: la fuga dalla casa di famiglia per la paura dell'invasione russa, il periodo passato nella casa della nonna, l'arrivo dell'Armata Rossa e la prigionia del padre nel campo di internamento in cui morirà nel 1945. Non ci sono capitoli, il testo è strutturato in sezioni che spesso confondono i livelli temporali operando salti nella cronologia. In definitiva, il romanzo è scritto su due livelli: il tempo passato, presentato in forma di analessi, l'azione presente che si svolge attraverso scene quotidiane in cui interagiscono i diversi membri della famiglia.

### L'armonica di latta
Ovviamente, lo sguardo del bambino è centrale nella narrazione, è lui che ci spiega come si sviluppano gli argomenti secondari specifici: come comprare i dolci, come circolare in casa con il triciclo. Il bambino e il padre in un primo momento sembra abbiano una relazione 'normale'. Vediamo un padre affettuoso che passa molto tempo con il suo bambino e gli dedica la necessaria attenzione. La prima scena che sovverte questa impostazione - presentando il padre in una luce diversa - è l'acquisto di un'armonica a bocca. Per averla, il bambino ruba i soldi alla madre. Come punizione, il padre lo esclude da una gita di famiglia e si comporta per la prima volta in modo severo e freddo: "Mantenendo la punizione per una settimana. Il silenzio era visibile. Cadde sul pavimento, sui mobili, su di noi."

### Gioventù hitleriana
Come reazione il ragazzino inizia a frequentare cattive compagnie: compagni di scuola più grandi di lui, che fumano e si atteggiano a duri. Iniziano le prime avvisaglie di quella Hitler-Jugend, la Gioventù hitleriana che ha radicato profondamente il sentimento nazista nella popolazione tedesca, sviluppandone l'antisemitismo fin dalla più tenera età.

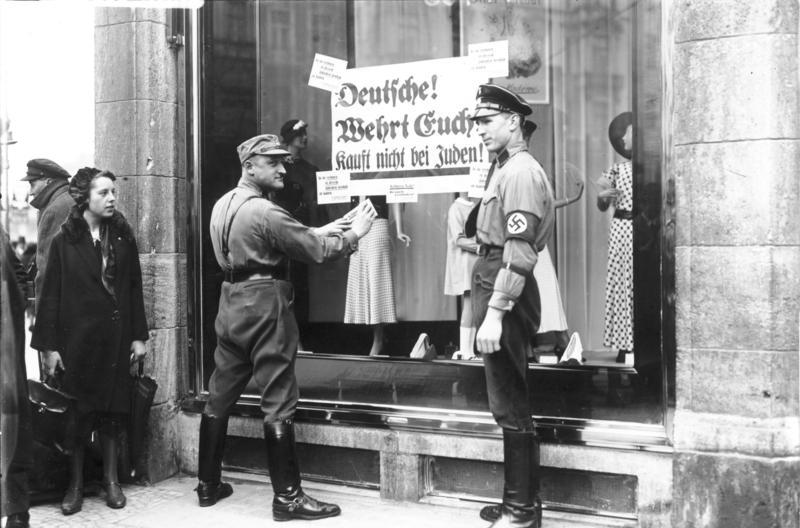
Boicottaggio dei nazisti contro aziende ebraiche in Germania. Membri delle SA di Berlino, attaccano alla vetrina di un negozio ebraico la scritta: "Tedeschi, difendervi non comprate dagli ebrei".

I genitori si limitano a disapprovare, senza tentare di distogliere il figlio da questa pericolosa deriva. Il solco tra padre e figlio si approfondisce. Il padre resta assente per anni, comandato dall'esercito lontano dalla famiglia. Un obbligo che Rudolf assolve malvolentieri, contrario alla guerra e alla violenza, si limita a svolgere i propri compiti in fureria senza lamentarsi ma senza alcun entusiasmo. Questa debolezza del padre inasprisce l'odio del bambino, imbevuto di ideali eroici e del vuoto militarismo della propaganda nazista. Inizia a vestire la divisa da giovane hitleriano, fuma, terrorizza le ragazzine e i compagni più deboli, parla degli ebrei in modo sprezzante (la madre ha un quarto di sangue ebraico). Diventa sempre più odioso e si allontana dalla famiglia. Il padre cerca di recuperarlo a sé, lo porta a visitare un anziano cliente - del suo ex studio di avvocato - rovinato dai nazisti. Il bambino è felice, spera di poter capire, di avere delle spiegazioni. Il padre si limita a mostrargli la situazione e (forse) pensa che dovrebbe riuscire a comprenderla da solo. Ma non gli parla. Nemmeno in questa occasione che sarà anche l'ultima.

### La morte del nonno e il trasloco
Dopo la morte del nonno, la famiglia va a Brno, dove il ragazzo conosce i parenti cecoslovacchi. Qui trascorre il tempo in tre diversi appartamenti, ciascuno con la propria atmosfera e caratteristiche specifiche: la storia di tre case, tre ambienti. "Ci vado, a volte senza mia madre, desideroso di imparare da uno e dall'altro." "Ed è la città che è nella mia mente l'epitome di tutte le città, mai sostituita da altro, ampliata da piazze e parchi con gli occhi dei propri figli, costruita per resistere contro Praga, Vienna, Berlino, Parigi e Londra, la guardo pieno di stupore e curiosità."
La madre ha un rapporto con il fornaio Teubner, tutta la città lo sa, il padre finge di non capire. Questa duplice debolezza, della madre che non è fedele al marito al fronte, e del padre che, per il quieto vivere, accetta il suo tradimento, sconcertano e allontanano ancor di più il bambino dai genitori. Scopre che anche il padre ha un'amante: è zia Manya. Il protagonista è costretto a guardare in faccia la realtà: uno sguardo che manda in frantumi la percezione di sicurezza che si aspetta dal rifugio familiare. Perde la presa, rimpiange i genitori amorevoli di un tempo, capisce che ogni speranza di successo sociale è perduta.

### L'Armata Rossa e i campi di internamento
Quando arrivano i soldati dell'Armata Rossa e occupano la città, il padre avrebbe la possibilità di fuggire. Ma non lo fa. Anche in questo caso si rifiuta di spiegare le proprie motivazioni al figlio, rendendo così impossibile una riconciliazione prima della morte. Che avviene di li a poco nel campo di prigionia dove viene rinchiuso già ammalato. Solo attraverso le riflessioni di uomo maturo, quando già ha superato l'età in cui il padre è morto, l'autore capisce: "Comincio ad amarti. Sono più vecchio di te. Parlo con i miei bambini, come tu non hai parlato con me, come non hai mai potuto parlare. Ora, mentre consumo il tempo che a te fu tolto, imparo a capirti". Una riconciliazione difficile, consumata "in absentia" tra due generazioni inevitabilmente in conflitto.

## Edizioni
- Peter Härtling, Risentimento, traduzione di Duranti F., Collana Letteraria straniera, Rizzoli, 1989,  p. 160, ISBN 88-17-67427-3.

- (DE)  Peter Härtling, Nachgetragene Liebe, Darmstadt und Neuwied: Luchterhand - München: Deutscher Taschenbuchverlag 2005, 1980.